# Napi HQ
Napi HQ és una concentració de població designada pel cens dels Estats Units a l'estat de Nou Mèxic. Segons el cens del 2000 tenia 706 habitants.

## Demografia
Segons el cens del 2000, Napi HQ tenia 706 habitants, 160 habitatges, i 148 famílies. La densitat de població era de 82,9 habitants per km².
Dels 160 habitatges en un 74,4% hi vivien nens de menys de 18 anys, en un 44,4% hi vivien parelles casades, en un 38,1% dones solteres, i en un 7,5% no eren unitats familiars. En el 5,6% dels habitatges hi vivien persones soles el 0,6% de les quals corresponia a persones de 65 anys o més que vivien soles. El nombre mitjà de persones vivint en cada habitatge era de 4,41 i el nombre mitjà de persones que vivien en cada família era de 4,47.
Per edats la població es repartia de la següent manera: un 50,7% tenia menys de 18 anys, un 7,9% entre 18 i 24, un 30,2% entre 25 i 44, un 9,1% de 45 a 60 i un 2,1% 65 anys o més.
L'edat mediana era de 18 anys. Per cada 100 dones de 18 o més anys hi havia 76,6 homes.
La renda mediana per habitatge era de 15.875 $ i la renda mediana per família de 20.069 $. Els homes tenien una renda mediana de 28.750 $ mentre que les dones 12.955 $. La renda per capita de la població era de 6.335 $. Aproximadament el 46,1% de les famílies i el 48,6% de la població estaven per davall del llindar de pobresa.

## Poblacions més properes
El següent diagrama mostra les poblacions més properes.